# Begonia subperfoliata
Espèce
Begonia subperfoliata est une espèce de plantes de la famille des Begoniaceae.
L'espèce fait partie de la section Diploclinium.

## Répartition géographique
Cette espèce est originaire du pays suivant : Myanmar.